# Neoaugaptilus distinctus
Neoaugaptilus distinctus är en kräftdjursart som beskrevs av Brodsky 1950. Neoaugaptilus distinctus ingår i släktet Neoaugaptilus och familjen Augaptilidae. Inga underarter finns listade i Catalogue of Life.